# 수생생물학
수생생물학(水生生物學, Hydrobiology)은 생물학의 한 분야로, 물에 사는 생물을 연구하는 학문이다.

## 같이 보기
- 해양생물학